# 7e étape du Tour de France 2004
Pour un article plus général, voir Tour de France 2004.
La 7e étape du Tour de France 2004 s'est déroulée le 10 juillet 2004. Le parcours s'étendait sur 204 kilomètres et reliait Châteaubriant à Saint-Brieuc.

## Classement de l'étape
| \| Classement de l'étape \| Classement de l'étape \| Classement de l'étape \| Classement de l'étape \| Classement de l'étape \| \| Coureur \| Coureur \| Pays \| Équipe \| Temps \| \| --------------------- \| --------------------- \| --------------------- \| ------------------------------- \| --------------------- \| \| 1er \| Filippo Pozzato \| Italie \| Fassa Bortolo \| 4 h 31 min 34 s \| \| 2e \| Iker Flores \| Espagne \| Euskaltel-Euskadi \| + 0 s \| \| 3e \| Francisco Mancebo \| Espagne \| Illes Balears-Banesto \| + 0 s \| \| 4e \| Laurent Brochard \| France \| AG2R Prévoyance \| + 10 s \| \| 5e \| Sébastien Hinault \| France \| Crédit Agricole \| + 10 s \| \| 6e \| Michele Scarponi \| Italie \| Domina Vacanze \| + 10 s \| \| 7e \| Paolo Bettini \| Italie \| Quick Step-Davitamon \| + 10 s \| \| 8e \| Thor Hushovd \| Norvège \| Crédit Agricole \| + 10 s \| \| 9e \| Scott Sunderland \| Australie \| Alessio-Bianchi \| + 10 s \| \| 10e \| Stuart O'Grady \| Australie \| Cofidis-Le Crédit par Téléphone \| + 10 s \| |                   |           |                                 |                 |
| |                   |           |                                 |                 |
| |                   |           |                                 |                 |
| Classement de l'étape |                   |           |                                 |                 |
| Coureur | Coureur           | Pays      | Équipe                          | Temps           |
| 1er | Filippo Pozzato   | Italie    | Fassa Bortolo                   | 4 h 31 min 34 s |
| 2e | Iker Flores       | Espagne   | Euskaltel-Euskadi               | + 0 s           |
| 3e | Francisco Mancebo | Espagne   | Illes Balears-Banesto           | + 0 s           |
| 4e | Laurent Brochard  | France    | AG2R Prévoyance                 | + 10 s          |
| 5e | Sébastien Hinault | France    | Crédit Agricole                 | + 10 s          |
| 6e | Michele Scarponi  | Italie    | Domina Vacanze                  | + 10 s          |
| 7e | Paolo Bettini     | Italie    | Quick Step-Davitamon            | + 10 s          |
| 8e | Thor Hushovd      | Norvège   | Crédit Agricole                 | + 10 s          |
| 9e | Scott Sunderland  | Australie | Alessio-Bianchi                 | + 10 s          |
| 10e | Stuart O'Grady    | Australie | Cofidis-Le Crédit par Téléphone | + 10 s          |

## Classement général
| \| Classement général \| Classement général \| Classement général \| Classement général \| Classement général \| \| Coureur \| Coureur \| Pays \| Équipe \| Temps \| \| ------------------ \| ------------------ \| ------------------ \| ------------------------------- \| ------------------ \| \| 1er \| Thomas Voeckler \| France \| Brioches La Boulangère \| 29 h 09 min 14 s \| \| 2e \| Stuart O'Grady \| Australie \| Cofidis-Le Crédit par Téléphone \| + 3 min 01 s \| \| 3e \| Sandy Casar \| France \| Fdjeux.com \| + 4 min 06 s \| \| 4e \| Magnus Bäckstedt \| Suède \| Alessio-Bianchi \| + 6 min 06 s \| \| 5e \| Jakob Piil \| Danemark \| CSC \| + 6 min 58 s \| \| 6e \| Lance Armstrong \| États-Unis \| US Postal Service-Berry Floor \| DQ \| \| 7e \| George Hincapie \| États-Unis \| US Postal Service-Berry Floor \| DQ \| \| 8e \| Floyd Landis \| États-Unis \| US Postal Service-Berry Floor \| + 9 min 51 s \| \| 9e \| José Azevedo \| Portugal \| US Postal Service-Berry Floor \| + 9 min 57 s \| \| 10e \| José Luis Rubiera \| Espagne \| US Postal Service-Berry Floor \| + 9 min 59 s \| |                   |            |                                 |                  |
| |                   |            |                                 |                  |
| |                   |            |                                 |                  |
| Classement général |                   |            |                                 |                  |
| Coureur | Coureur           | Pays       | Équipe                          | Temps            |
| 1er | Thomas Voeckler   | France     | Brioches La Boulangère          | 29 h 09 min 14 s |
| 2e | Stuart O'Grady    | Australie  | Cofidis-Le Crédit par Téléphone | + 3 min 01 s     |
| 3e | Sandy Casar       | France     | Fdjeux.com                      | + 4 min 06 s     |
| 4e | Magnus Bäckstedt  | Suède      | Alessio-Bianchi                 | + 6 min 06 s     |
| 5e | Jakob Piil        | Danemark   | CSC                             | + 6 min 58 s     |
| 6e | Lance Armstrong   | États-Unis | US Postal Service-Berry Floor   | DQ               |
| 7e | George Hincapie   | États-Unis | US Postal Service-Berry Floor   | DQ               |
| 8e | Floyd Landis      | États-Unis | US Postal Service-Berry Floor   | + 9 min 51 s     |
| 9e | José Azevedo      | Portugal   | US Postal Service-Berry Floor   | + 9 min 57 s     |
| 10e | José Luis Rubiera | Espagne    | US Postal Service-Berry Floor   | + 9 min 59 s     |

## Classements annexes
| Classement par points | Classement par points | Classement par points | Classement par points           | Classement par points |
| Coureur               | Coureur               | Pays                  | Équipe                          | Points                |
| --------------------- | --------------------- | --------------------- | ------------------------------- | --------------------- |
| 1er                   | Stuart O'Grady        | Australie             | Cofidis-Le Crédit par Téléphone | 131 pts               |
| 2e                    | Robbie McEwen         | Australie             | Lotto-Domo                      | 130 pts               |
| 3e                    | Danilo Hondo          | Allemagne             | Gerolsteiner                    | 123 pts               |
| 4e                    | Erik Zabel            | Allemagne             | T-Mobile                        | 122 pts               |
| 5e                    | Thor Hushovd          | Norvège               | Crédit Agricole                 | 106 pts               |

| Classement par points | Classement par points | Classement par points | Classement par points           | Classement par points |
| Coureur               | Coureur               | Pays                  | Équipe                          | Points                |
| --------------------- | --------------------- | --------------------- | ------------------------------- | --------------------- |
| 1er                   | Stuart O'Grady        | Australie             | Cofidis-Le Crédit par Téléphone | 131 pts               |
| 2e                    | Robbie McEwen         | Australie             | Lotto-Domo                      | 130 pts               |
| 3e                    | Danilo Hondo          | Allemagne             | Gerolsteiner                    | 123 pts               |
| 4e                    | Erik Zabel            | Allemagne             | T-Mobile                        | 122 pts               |
| 5e                    | Thor Hushovd          | Norvège               | Crédit Agricole                 | 106 pts               |

| Classement de la montagne | Classement de la montagne | Classement de la montagne | Classement de la montagne       | Classement de la montagne |
| Coureur                   | Coureur                   | Pays                      | Équipe                          | Points                    |
| ------------------------- | ------------------------- | ------------------------- | ------------------------------- | ------------------------- |
| 1er                       | Paolo Bettini             | Italie                    | Quick Step-Davitamon            | 20 pts                    |
| 2e                        | Janek Tombak              | Estonie                   | Cofidis-Le Crédit par Téléphone | 14 pts                    |
| 3e                        | Jens Voigt                | Allemagne                 | CSC                             | 9 pts                     |
| 4e                        | Bram de Groot             | Pays-Bas                  | Rabobank                        | 7 pts                     |
| 5e                        | Erik Dekker               | Pays-Bas                  | Rabobank                        | 7 pts                     |

| Classement de la montagne | Classement de la montagne | Classement de la montagne | Classement de la montagne       | Classement de la montagne |
| Coureur                   | Coureur                   | Pays                      | Équipe                          | Points                    |
| ------------------------- | ------------------------- | ------------------------- | ------------------------------- | ------------------------- |
| 1er                       | Paolo Bettini             | Italie                    | Quick Step-Davitamon            | 20 pts                    |
| 2e                        | Janek Tombak              | Estonie                   | Cofidis-Le Crédit par Téléphone | 14 pts                    |
| 3e                        | Jens Voigt                | Allemagne                 | CSC                             | 9 pts                     |
| 4e                        | Bram de Groot             | Pays-Bas                  | Rabobank                        | 7 pts                     |
| 5e                        | Erik Dekker               | Pays-Bas                  | Rabobank                        | 7 pts                     |

| Classement du meilleur jeune | Classement du meilleur jeune | Classement du meilleur jeune | Classement du meilleur jeune | Classement du meilleur jeune |
| Coureur                      | Coureur                      | Pays                         | Équipe                       | Temps                        |
| ---------------------------- | ---------------------------- | ---------------------------- | ---------------------------- | ---------------------------- |
| 1er                          | Thomas Voeckler              | France                       | Brioches La Boulangère       | 29 h 09 min 14 s             |
| 2e                           | Sandy Casar                  | France                       | Fdjeux.com                   | + 4 min 06 s                 |
| 3e                           | Matthias Kessler             | Allemagne                    | T-Mobile                     | + 10 min 49 s                |
| 4e                           | Tom Boonen                   | Belgique                     | Quick Step-Davitamon         | + 11 min 17 s                |
| 5e                           | Fabian Cancellara            | Suisse                       | Fassa Bortolo                | + 11 min 58 s                |

| Classement du meilleur jeune | Classement du meilleur jeune | Classement du meilleur jeune | Classement du meilleur jeune | Classement du meilleur jeune |
| Coureur                      | Coureur                      | Pays                         | Équipe                       | Temps                        |
| ---------------------------- | ---------------------------- | ---------------------------- | ---------------------------- | ---------------------------- |
| 1er                          | Thomas Voeckler              | France                       | Brioches La Boulangère       | 29 h 09 min 14 s             |
| 2e                           | Sandy Casar                  | France                       | Fdjeux.com                   | + 4 min 06 s                 |
| 3e                           | Matthias Kessler             | Allemagne                    | T-Mobile                     | + 10 min 49 s                |
| 4e                           | Tom Boonen                   | Belgique                     | Quick Step-Davitamon         | + 11 min 17 s                |
| 5e                           | Fabian Cancellara            | Suisse                       | Fassa Bortolo                | + 11 min 58 s                |

| Classement par équipes | Classement par équipes        | Classement par équipes | Classement par équipes |
| Équipe                 | Équipe                        | Pays                   | Temps                  |
| ---------------------- | ----------------------------- | ---------------------- | ---------------------- |
| 1re                    | CSC                           | Danemark               | 85 h 22 min 06 s       |
| 2e                     | Alessio-Bianchi               | Italie                 | + 2 min 04 s           |
| 3e                     | Brioches La Boulangère        | France                 | + 3 min 16 s           |
| 4e                     | Fdjeux.com                    | France                 | + 6 min 12 s           |
| 5e                     | US Postal Service-Berry Floor | États-Unis             | + 10 min 41 s          |

| Classement par équipes | Classement par équipes        | Classement par équipes | Classement par équipes |
| Équipe                 | Équipe                        | Pays                   | Temps                  |
| ---------------------- | ----------------------------- | ---------------------- | ---------------------- |
| 1re                    | CSC                           | Danemark               | 85 h 22 min 06 s       |
| 2e                     | Alessio-Bianchi               | Italie                 | + 2 min 04 s           |
| 3e                     | Brioches La Boulangère        | France                 | + 3 min 16 s           |
| 4e                     | Fdjeux.com                    | France                 | + 6 min 12 s           |
| 5e                     | US Postal Service-Berry Floor | États-Unis             | + 10 min 41 s          |